# Massaker von Diyarbakır

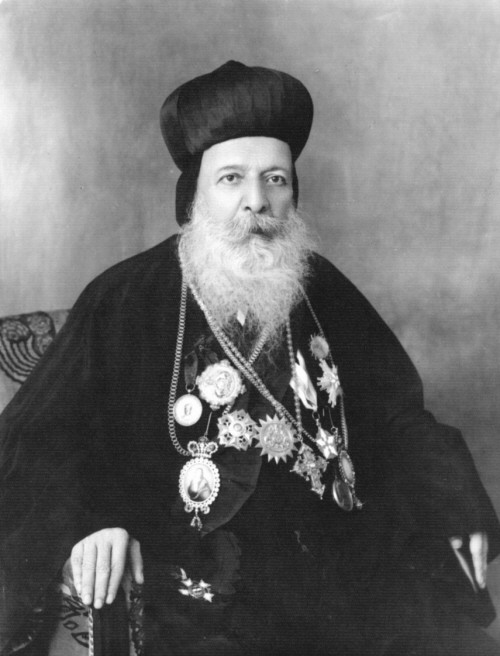
Der Patriarch der syrisch-orthodoxen Kirche, Ignatius Afram I Barsoum (1887–1957), erlebte die Massaker als Kind mit; er führte später Studien über die Diyarbakır-Massaker durch.

Die Massaker von Diyarbakır waren drei Tage andauernde Massaker im Osmanischen Reich, die ab dem 1. November 1895 im damaligen Vilâyet Diyarbakır stattfanden.
Die gewalttätigen Ereignisse waren Teil der Massaker an den Armeniern 1894–1896, die vom osmanischen Sultan Abdülhamid II. befohlen worden waren. Bei dem Massaker vom 1. November 1895 wurden in der Stadt Diyarbakır schätzungsweise 1.100 bis über 2.500 Armenier getötet. Die Zwangskonversionen in der gesamten Provinz werden auf 25.000 geschätzt. Zahlreiche Frauen und Kinder wurden von kurdischen Stammesmitgliedern verschleppt. Tausende Wohnhäuser und Geschäfte wurden 1895 in der Provinz niedergebrannt.

Der französische Konsul von Diyarbakir beschrieb in einem Brief an den Botschafter: 

„Hawar! Hawar! – Hilfe! Hilfe schrie die christliche Bevölkerung auf Kurdisch. Die Stadt wird mit Feuer und Schwert verwüstet.“

 Gemäß dem Konsul wurden 119 Dörfer zerstört. Mehrere tausend Läden und Wohnhäuser wurden geplündert. Unter den 30.000 Toten und Vermissten waren gemäß osmanischen Statistiken Protestanten, Katholiken, Chaldäer, Griechen und andere christliche Bevölkerungsgruppen.